# Nati nel 1473
| Questa pagina contiene informazioni ricavate automaticamente dalle voci biografiche con l'ausilio del template Bio e di un bot. L'aggiornamento è periodico e automatico e ricostruisce completamente la pagina. Se manca una persona in questa lista, sei pregato di non aggiungerla, ma accertati piuttosto che la sua voce biografica contenga il template Bio e che i dati anagrafici siano correttamente compilati. Se il template Bio manca, inseriscilo tu stesso o, in alternativa, metti l'avviso {{tmp\|Bio}} che ne segnala la mancanza. Se i dati riportati sono sbagliati, correggi direttamente la voce biografica; le modifiche saranno visibili in questa lista entro pochi giorni. Per chiarimenti vedi il progetto biografie. La lista contiene solo le 43 persone che sono citate nell'enciclopedia e per le quali è stato implementato correttamente il template Bio. Pagina aggiornata al 10 giu 2025. |

- 9 febbraio - Carlo di Leonardo Ginori, politico italiano († 1527)
- 19 febbraio - Niccolò Copernico, astronomo, matematico e prete polacco († 1543)
- 6 marzo - Lancillotto Borromeo, nobile e politico italiano († 1513)
- 10 marzo - Thomas Howard, III duca di Norfolk, nobile e politico inglese († 1554)
- 14 marzo - Reinardo IV di Hanau-Münzenberg, conte tedesco († 1512)
- 16 marzo - Enrico IV di Sassonia, nobile tedesco († 1541)
- 17 marzo - Giacomo IV di Scozia, re († 1513)
- 2 aprile - Giovanni Corvino, nobile ungherese († 1504)
- 25 luglio - Maddalena di Lorenzo de' Medici, nobildonna italiana († 1519)
- 14 agosto - Margaret Pole, nobildonna inglese († 1541)
- 17 agosto - Riccardo Plantageneto, I duca di York, duca britannico († 1483)
- 28 agosto - Giacomo III di Cipro, sovrano cipriota († 1474)
- 2 settembre - Ercole Strozzi, poeta italiano († 1508)
- 3 settembre - Domenica del Paradiso, religiosa italiana († 1553)
- 24 settembre - Georg von Frundsberg, condottiero tedesco († 1528)
- 26 ottobre - Federico di Sassonia, nobile tedesco († 1510)
- Samuele Abarbanel, banchiere e mecenate portoghese († 1547)
- Francesco Albani, politico e diplomatico italiano († 1535)
- Alessandro Vellutello, scrittore, poeta e critico letterario italiano
- Alesso di Benozzo, pittore italiano († 1528)
- Carlo II d'Amboise, politico e militare francese († 1511)
- Asakura Sadakage, militare giapponese († 1512)
- James Beaton, arcivescovo cattolico scozzese († 1539)
- Giovanni Bembo, filologo italiano († 1545)
- Luigi di Borbone-Vendôme, principe († 1520)
- Giovanni Battista Branconio dell'Aquila, orafo italiano († 1522)
- Hans Burgkmair, pittore tedesco († 1531)
- Vincenzo Capirola, liutista e compositore italiano
- Oberto Cattaneo Lazzari, doge († 1533)
- Johannes Cuspinian, umanista, poeta e diplomatico tedesco († 1529)
- Iacopo del Polta, poeta italiano († 1539)
- Margherita di Foix-Candale, nobile († 1536)
- Cecilia Gallerani, nobildonna e poetessa italiana († 1536)
- Sisto Gara della Rovere, cardinale e vescovo cattolico italiano († 1517)
- Jean Le Veneur, cardinale e vescovo cattolico francese († 1543)
- Andrea Mocenigo, politico e storico italiano († 1542)
- Arakida Moritake, scrittore giapponese († 1549)
- Orsino Orsini, nobile italiano († 1500)
- Franciotto Orsini, militare e cardinale italiano († 1534)
- Pier Paolo Parisio, cardinale, vescovo cattolico e giurista italiano († 1545)
- Edoardo di York, nobile britannico († 1484)
- Bartolomeo Zamberti, filosofo e scrittore italiano († 1539)
- Louis de Gorrevod de Challand, cardinale e vescovo cattolico italiano († 1535)